# 周佇
周 佇（しゅうちょ、朝鮮語: 주저、? - 1024年）は、高麗の文臣。高麗に帰化していた中国宋人。

## 人物
中国宋の温州人として1005年に商人に付き随い高麗に来るが、蔡忠順が才能を見抜き、高麗に留まるよう高麗王に上申した。その後、文臣として、礼賓省注簿にはじまり、拾遺、制誥に任命される。1011年、礼部侍郎中樞院直学士、1013年、修撰官。その後、内史舍人、秘書監、右常侍を歴任し、1014年、知貢学として科挙を主管する。1021年、翰林学士承旨崇文輔国功臣左散騎常侍上柱国海南県開国男に封ぜられ、1022年に礼部尚書に至る。文筆に優れ、外交文書の多くを作成し、高麗王の恩寵が厚かった。